# 고야마 쇼야
고야마 쇼야(일본어: 小山 聖也, 2003년 4월 21일~)는 일본의 축구 선수이다.

## 구단 경력
그는 2021년 J3리그의 가마타마레 사누키에 입단했고, 4년동안 팀에서 뛰었다.